# 주시마르 조제 테이셰이라
주시마르 조제 테이셰이라(포르투갈어: Jucimar José Teixeira, 1990년 5월 20일 ~ )는 짧게 알레망(포르투갈어: Alemão)라고도 불리는 브라질의 축구 선수로, 포지션은 우측 윙백이다. 2018년 현재 대한민국 K리그1 포항 스틸러스에서 임대 선수로 활약 중이며, 원소속팀은 브라질 축구 1부 리그인 캄페오나투 브라질레이루 세리이 A에 소속 된 SC 인테르나시오나우이다. 포항으로 이적 후 본래 사용하던 플레잉네임인 알레망은 기존에 있던 하파에우 베르게르가 사용하고 있었기에, K리그 등록명은 떼이셰이라로 결정되었다.